# Russische Internationale Olympische Universiteit
De Russische Internationale Olympische Universiteit (RIOU) (Russisch: Российский международный олимпийский университет, Rossijskij mezhdunarodniij olimpijskij universitet) is een Russisch onderwijsinstelling in Sotsji, Krasnodar Krai. De universiteit is bedoeld om specialisten op te leiden op het gebied van sportmanagement en sportindustrie.
De oprichting van de Russische Internationale Olympische Universiteit op 21 oktober 2009 gebeurde in de voorbereiding op de Olympische Winterspelen van 2014 in Sotsji en kreeg financiering van de Russische zakenman Vladimir Potanin, die ook het Olympische resort van Sotchi financierde. De universiteit werd opgericht in samenwerking met Sotsji 2014, de Russische regering, het Internationaal Olympisch Comité en het Russisch Olympisch Comité (ROC).
De universiteit verstrekt geregeld gratis beurzen aan buitenlandse studenten voor een eenjarige sutdie voor Master in Sportmanagement. De beurzen dekken de kosten voor het collegegeld en de accommodatie.